# Yttre Torgrund
Yttre Torgrund med östra och västra Björkgrund, och Lodanhamnarna är en ö i Finland. Den ligger i Norra kvarken och i kommunen Vasa i den ekonomiska regionen  Vasa i landskapet Österbotten, i den västra delen av landet. Ön ligger omkring 15 kilometer väster om Vasa och omkring 380 kilometer nordväst om Helsingfors.
Öns area är 85,6 hektar och dess största längd är 1,6 kilometer i sydväst-nordöstlig riktning.
Inlandsklimat råder i trakten. Årsmedeltemperaturen i trakten är 3 °C. Den varmaste månaden är augusti, då medeltemperaturen är 16 °C, och den kallaste är februari, med −6 °C.